# كابوسكورب
نادي كابوسكورب بالانكا الرياضي، يشتهر بـكابوسكورب، هو نادي متعدد الرياضات يقع مقره في لواندا، أنغولا. يلعب فريق كرة القدم بالنادي في دوري أنغولا الممتاز كما يشارك في البطولات الأفريقية.
تأسس النادي عام 1994 بواسطة رئيس وصاحب النادي بينتو كانغامبا. ويلعب الفريق مبارياته في ملعب دوس كوكويروس في لواندا.

## الإنجازات
*الدوري الأنغولي الممتاز: 2013

## المشاركات في البطولات الأفريقية
- دوري أبطال أفريقيا: 2014

## روابط خارجية
الموقع الرسمي